# أحمد علي الصايغ
أحمد علي الصايغ هو وزير دولة  في دولة الإمارات العربية المتحدة منذ سبتمبر 2018  ورئيس سوق أبوظبي العالمي (ADGM) ،  المركز المالي الدولي في عاصمة دولة الإمارات العربية المتحدة.
على مدار 36 عامًا، شغل الصايغ مناصب رئيسية في دعم إستراتيجية حكومة أبوظبي لدفع خطة التنويع الاقتصادي للدولة وضمان استدامة اقتصاد دولة الإمارات العربية المتحدة في المستقبل. حيث شملت المناصب: المؤسس ورئيس مجلس إدارة الدار العقارية، ورئيس مجلس الإدارة المؤسس لشركة أبوظبي لطاقة المستقبل (مصدر) ، ونائب رئيس مجلس إدارة بنك الخليج الأول ، وتقلد مناصب عليا في شركة بترول أبوظبي الوطنية (أدنوك) وشركة أبوظبي للاستثمار (استثمر أبوظبي).

## النشأة والتعليم
ولد الصايغ عام 1962 في أبوظبي حيث التحق بالمدرسة وواصل تعليمه العالي في الولايات المتحدة. تخرج عام 1983 بدرجة البكالوريوس في الاقتصاد من كلية لويس وكلارك ، أوريغون ، الولايات المتحدة.  

## الوظيفية والقيادة
شغل الصايغ مناصب قيادية في مجال الأعمال في القطاعين العام والخاص على مدار 36 عامًا من حياته المهنية.

### وزير دولة (الإمارات العربية المتحدة)
في سبتمبر 2018 ، أصدر رئيس دولة الإمارات العربية المتحدة صاحب السمو الشيخ خليفة بن زايد آل نهيان مرسوماً اتحادياً لدولة الإمارات العربية المتحدة بتعيين الصايغ وزيراً للدولة في مجلس الوزراء. 

### سوق أبوظبي العالمي (ADGM)
بصفته رئيس مجلس إدارة ADGM ،  أشرف الصايغ على إطلاق وتأسيس المركز المالي الدولي في عاصمة الإمارات العربية المتحدة (IFC) في أواخر أكتوبر 2015.  تحت قيادة الصايغ ومسؤوليته ، تتولى الهيئات المستقلة الثلاث في ADGM - سلطة التسجيل في ADGM ، وهيئة تنظيم الخدمات المالية في ADGM ومحاكم ADGM - قيادة وتحويل مشهد الأعمال والتمويل عبر منطقة الشرق الأوسط وشمال إفريقيا وعلى الصعيد الدولي.  كما قام سوق أبوظبي العالمي بدور رائد في المبادرات الإستراتيجية لتعزيز النظام البيئي لمؤسسة التمويل الدولية ، بما في ذلك مركز تحكيم ADGM وأكاديمية ADGM.  يمتد اختصاص IFC ADGM عبر 1.14 كـم2 (0.44 ميل2) من جزيرة الماريه.

### دولفين للطاقة
الصايغ هو العضو المنتدب لشركة دولفين للطاقة ، وهي شركة للغاز الطبيعي.  تقوم الشركة بإنتاج ومعالجة الغاز الطبيعي من حقل الشمال القطري وتنقل الغاز عبر خط أنابيب تحت البحر إلى الإمارات العربية المتحدة حيث يتم تسليمه في الإمارات العربية المتحدة وسلطنة عمان . 

### طيران الاتحاد
الصايغ هو عضو مؤسس في مجلس إدارة الاتحاد للطيران ويشغل حاليًا منصب عضو مجلس إدارة. لعب دورًا أساسيًا في إطلاق شركة الطيران الوطنية لدولة الإمارات العربية المتحدة في عام 2003 ونموها اللاحق إلى شركة طيران عالمية تضم أكثر من 120 وجهة للطائرات والشحن عبر القارات الست. 

### الدار العقارية
كان الصايغ هو الرئيس المؤسس ورئيس مجلس الإدارة لشركة الدار العقارية عندما تم إطلاقها في عام 2004 وظل في هذا المنصب حتى أبريل 2011. 

### مصدر
أشرف الصايغ ، المؤسس ورئيس مجلس إدارة شركة مصدر (شركة أبوظبي لطاقة المستقبل) ، على إطلاق وتطوير شركة الطاقة المتجددة في أبوظبي. 

### أدنوك
بدأ الصايغ حياته المهنية في شركة بترول أبوظبي الوطنية (أدنوك) المملوكة للدولة في دولة الإمارات العربية المتحدة ، حيث ارتقى في المناصب حتى أصبح المدير المالي للشركة. أدنوك هي واحدة من أكبر شركات الطاقة في العالم تقاس بالاحتياطيات والإنتاج.